# Роверето
Роверето (итал. Rovereto) град је у северној Италији. Град је други град по броју становника у округу Тренто у оквиру италијанске покрајине Трентино-Јужни Тирол.

## Географија
Роверето се налази у области ниских Алпа (тзв. Преалпи), у долини реке Адиђе.
| Клима (Роверето)         | Клима (Роверето) | Клима (Роверето) | Клима (Роверето) | Клима (Роверето) | Клима (Роверето) | Клима (Роверето) | Клима (Роверето) | Клима (Роверето) | Клима (Роверето) | Клима (Роверето) | Клима (Роверето) | Клима (Роверето) | Клима (Роверето) |
| Показатељ \ Месец        | .Јан.            | .Феб.            | .Мар.            | .Апр.            | .Мај.            | .Јун.            | .Јул.            | .Авг.            | .Сеп.            | .Окт.            | .Нов.            | .Дец.            | .Год.            |
| ------------------------ | ---------------- | ---------------- | ---------------- | ---------------- | ---------------- | ---------------- | ---------------- | ---------------- | ---------------- | ---------------- | ---------------- | ---------------- | ---------------- |
| Средњи максимум, °C (°F) | 5,1 (41,2)       | 8,5 (47,3)       | 13,7 (56,7)      | 18,2 (64,8)      | 23,0 (73,4)      | 27,2 (81)        | 29,7 (85,5)      | 28,7 (83,7)      | 23,9 (75)        | 17,4 (63,3)      | 10,4 (50,7)      | 5,8 (42,4)       | 29,7 (85,5)      |
| Средњи минимум, °C (°F)  | −2,2 (28)        | −0,3 (31,5)      | 3,5 (38,3)       | 7,5 (45,5)       | 11,6 (52,9)      | 15,1 (59,2)      | 17,1 (62,8)      | 16,6 (61,9)      | 13,1 (55,6)      | 8,4 (47,1)       | 2,9 (37,2)       | −1,1 (30)        | −2,2 (28)        |
| [ тражи се извор ]       |                  |                  |                  |                  |                  |                  |                  |                  |                  |                  |                  |                  |                  |

## Становништво
Према резултатима пописа становништва 2011. у општини је живело 37.754 становника.
| 1931.  | 1936.  | 1951.  | 1961.  | 1971.  | 1981.  | 1991.  | 2001.  | 2011.  |
| ------ | ------ | ------ | ------ | ------ | ------ | ------ | ------ | ------ |
| 20.358 | 20.758 | 22.645 | 25.638 | 29.614 | 33.147 | 32.923 | 33.422 | 37.754 |

Роверето данас има око 37.000 становника. Током протеклих деценија у град се доселило много досељеника из иностранства, највише са Балкана.

## Галерија
- Градски замак

## Градови побратими
- Bento Gonçalves, Brazil
- Долњи Доброуч
- Форххајм
- Куфштајн